# Tien
A tien (tian) a kínai mitológia, a filozófia és vallásosság egyik legfontosabb és legrégebbi fogalma, amely minden élet forrását, az eget jelenti. Az írásjegy és a fogalom már a Sang (Shang)-dinasztia idején megjelenik, ám ekkor a szerepét még a Sang-ti (Shangdi) töltötte be. Ezt a legfőbb isteni lényt a Csou (Zhou)-dinasztia első évszázadaiban váltotta fel, majd szorította ki a tien (tian) és vált a legfőbb isteni erővé, hatalommá végig a császárkor folyamán.

## Etimológia
A mai, „ég”, „égbolt” jelentésű tien (tian) 天 írásjegy piktografikus változata már az i. e. 14-11. századból, a Sang-Jin (Shang-Yin)-dinasztia korából származó jóslócsont-feliratokon is megtalálható. Képjelként egyértelműen felismerhető benne egy kihangsúlyozott méretű fejjel rendelkező emberi figura alakja. Ez az emberalakot ábrázoló forma szerepel még Csou (Zhou)-dinasztia korai korszakában készített rituális bronzedények feliratain olvasható szövegekben is, amelyek már pecsétírással íródtak. Későbbi pecsétírásos változataiban már a „nagy” jelentésű ta (da) 大 és az „egy” jelentésű ji (yi) 一 írásjegy összevonása ismerhető fel. Schuessler ezzel kapcsolatban megjegyzi, hogy a bronzfeliratokon látható 天 írásjegy változata, amelyben a legtöbben egy nagy kerek, vagy szögletes fejű embert vélnek látni, feltűnően hasonlít a ting (ding) 丁 írásjegy korai formáira, amely a hagyományos kínai időszámításban fontos szerepet játszó, úgy nevezett „égi törzs” (tien-kan (tiangan) 天干) negyedik ciklusjegye. Véleménye szerint ebből arra lehet következtetni, hogy a 天 antropomorf ábrázolásának legkorábbi jelentése inkább az „ég” lehetett, semmint az „isten”, „istenség”.
Az írásjegynek két különös későbbi változata is szerepel, melyek későbbi etimológiai magyarázatokat sugallnak. Az egyik a „király” jelentésű vang (wang) 王 és a „nyolc” jelentésű pa (ba) 八 írásjegyek összevonása: 兲. A másik változat taoista pénzérméken bukkan fel, és a „kék” jelentésű csing (qing) 青, valamint az „életerő, pára" jelentésű ji (qi) 氣 írásjegyek összevonásával (jelentése:„kék csi (qi)”, vagyis „ég”) alkották meg. A kiejtése mindkét írásjegynek továbbra is tien (tian) maradt.

## Tudományos értelmezések

A tien (tian) piktogram a jóslócsont-feliratokon

A tien (tian) írásjegy pecsétírásos változata

A Dalok könyvében és Írások könyvében (Su-csing (Shujing) 《書經》 ) a tien (tian) jelentései: „Ég”, „égi”, „az Ég istenisége”. Az Ég és a Sang-Jin (Shang-Yin)-dinasztia korának legfőbb isteneként tisztelt Sang-ti (Shangdi) hosszú évszázadokon keresztül egymás mellett létezett, egymást kölcsönösen helyettesíthették. Ennek magyarázataként többféle tudományos elképzelés is született. Egyes vélemények szerint az Ég tulajdonképpen maga Sang-ti (Shangdi), illetve, hogy Sang-ti (Shangdi) lakóhelye az Ég.
Herrlee Glessner Creel (1905-1994) amerikai sinológus abból a feltevésből indult ki, hogy a földműves csou (zhou) törzs egykor legfőbb istenként, istenségként tisztelhette az Eget, majd miután legyőzték Sang-Jin (Shang-Yin)-dinasztiát, azt találták, hogy Sang-ti (Shangdi), a sang-jin (shang-yin) törzs főisetene szerepében teljesen azonos az ő Egükkel, s így alakult ki az Ég és Sang-ti (Shangdi) egymással történő megfeleltetése. Vasziljev, szovjet-orosz sinológus szerint azonban Creel hipotézise nem tudja megmagyarázni azt, hogy a csou (zhou) törzs nem csupáncsak elismerte Sang-ti (Shangdi) kultuszát, hanem a sajátjának is tekintette azt. Az Ég csak jó néhány száz év múlva lépett Sang-ti (Shangdi) helyére is szorította ki a kultuszát. Vasziljev abban látja ennek magyarázatát, hogy mivel Sang-ti (Shangdi) alakja körül csupán nemzetségalapító, totemősként alakult ki a kultusza, addig a fokozatosan hatalmas birodalommá szerveződött, kulturálisan, vallásilag homogenizálódó Csou (Zhou)-dinasztia idején már kevésnek bizonyult a védelmező ős szerepkör, s így léphetett a helyére az Ég, amely már egyfajta absztrakt szabályozó erő, az értelem, a célszerűség és a legmagasabbrendű igazságosság megtestesítője.
Din Cheuk Lau 劉殿爵 (1921-2010) szerint a tien (tian) kétféle eget jelöl: egyrészt morális ég, másrészt a ming 命 szinonimájaként a sors jelentésének konnotációjául is szolgál, annak prognózisszerű meghatározására, hogy mi fog bekövetkezni.
Fung Yu-lan értelmezésében a tien (tian) nem morális istenség, hanem vaksors, s transzcendens, személytelen, az ember sorsát meghatározni képes erőt is jelöl.

A tien írásjegy bronz írásos változata.

## Filozófiai vonatkozása
A Tavasz és ősz krónikának több szövegrészéből kiderül, hogy „az Ég nem áldja meg azokat, akik sérelmet követtek el ellene”, hogy „az Eget nem lehet megtéveszteni”, és hogy „az Ég megátkozza azt, aki helytelen cselekedeteket követ el.”
Nagy fontosságú Konfuciusz tanítása az Ég fogalmával kapcsolatban. A tien (tian) megadja az „égi rendelés”, „égi sors”, „égi akarat”, „égi megbízás”, „égi mandátum” által, az uralkodó, az Ég Fia (tien-ce (tianzi) 天子) uralmának legitimáló erejét.
Menciusznál az Ég a dinasztiának adott megbízatását, az uralkodó megfogyatkozott erényessége miatt visszavonhatja. Ezen megfogyatkozás jele alapvetően a nép elégedetlensége (azaz az Ég a népen keresztül fejezi ki véleményét és érvényesíti akaratát), ezért ha egy már alkalmatlan uralkodót ölnek meg, akkor valójában nem egy király, hanem egy jogosulatlan trónbitorló pusztul el.
Korának általánosan elterjedt elképzeléseivel ellentétben Hszün-ce (Xunzi) határozottan cáfolta, hogy az Ég bármilyen módon reagálna az uralkodó jó vagy rossz cselekedeteire: véleménye szerint a rossz termés egyszerűen a nem megfelelő mezőgazdasági technikáknak vagy intézkedéseknek köszönhető, és a természeti katasztrófák (árvíz, földrengés) sem figyelmeztetések az Égtől, hanem egyszerű és természetes jelenségek, melyekre a megfelelő gyakorlati intézkedéssel kell felkészülni.
Vang Csung (Wang Chong) a dolgok létrejövetelével kapcsolatban néhol azt írja, hogy az „Ég”, néhol pedig hogy „Ég és Föld” együttesen hozza létre a dolgokat. A kétféle megfogalmazás megjelenésének az lehet az oka, hogy amikor az „Ég” önmagában áll, egyszerűen csak rövidítésről van szó.  Másik megoldásként felmerülhet az az elképzelés, hogy bár valóban úgy véli, Ég és Föld csi (qi)jének összekeveredésével jönnek létre a dolgok, de mivel a Föld mozdulatlan, az Ég pedig mozgó, így lényegében az Ég az, amely működése révén „mozgásban tartja” a dolgok spontán alakulását.

## Szóösszetételekben
A tien (tian) számos, a hagyományos kínai filozófiában, világnézetben, művészetben stb. fontos kifejezés, összetétel tagjaként is megjelenik. Például:
- tien-ming (tianming) (天命) - „égi mandátum”, „égi megbízatás”
- Tien ven (Tian wen) (天問) - „Égi kérdések”; a Csu (Chu) elégiái című antológia egyik darabja.
- tien-ce (tianzi) (天子) - az „ég fia”, a mindenkori kínai császár egyik tiszteleti megnevezése.
- tien-hszia (tianxia) (天下) - az „égalatti”, vagyis az egész birodalom, a világ, Kína.
- tien-ti (tiandi) (天地) - „ég és föld”, vagyis a világ, a világmindenség
- Tienfang (Tianfang) (天房) - Mekka kínai neve (A Tien (Tian) szó Allah kínai fordítása.)

## Fordítása, használata
A tien (tian) szót magyarul általában égként fordítják. Az adott szöveg fajtájától, illetve a szerző döntése alapján igen gyakran nagy kezdőbetűvel (Ég) írják. Ritkábban előfordul a menny vagy Menny forma is, azonban ezt a keresztény „áthallás” miatt igyekeznek kerülni. Ennek ellenére a Tien-an-men (Tian'anmen) 天安門 tér általánossá vált magyar elnevezése: Mennyei béke tere; vagy a Tien-tan (Tiantan)t 天壇 (szó szerint: „az ég oltára”) is szokás a Mennyei béke templomaként emlegetni.

## Magyar vonatkozása
A kínai tien (tian) 天 szó hangzásának és jelentésének eredményeképpen fel-felbukkan a hivatalos akadémiai állásponttól eltérő, alternatív nyelvrokonítási, szóeredeztetési, etimológiai kísérletekben is. Erre egyik korai példa Zoltán Sándor 1937-ben közzétett, Az isten szó ősjelentése című tanulmánya, amelyben a következő olvasható:

„ A kínai klasszikus nyelv az eget tien szóval nevezi meg. A több ezer éves múltra visszatekintő császárság idején a kínai császárok a sang-ti címet viselték, ami ősidőktől létező császárt jelent. A másik címük az ég, tien fia volt. Mint az ég-fiát időbelileg csak az ég előzte meg, mely a kinai vallásos hit szerint a legfőbb világhatalom, tehát a legfőbb isten. ennélfogva, amint a császár a ti, a sang-ti, épen ugy az ég, tien is sang-tien, a legrégibb, az ősidők ege, azaz öröktől fogva meglevő ős ég. A sang szót a magyar ős szóval kicserélve sang-tien annyi, mint ős-tien, a Halotti Beszéd kiejtésében is-tien, ami a magyar isten szóval csaknem azonos hangzású.”